# Larisa Turčinská
Larisa Aleksandrovna Turčinská (rusky Лариса Турчинская; * 29. dubna 1965 Kostroma) rodným jménem Nikitinová, je bývalá ruská atletka, halová mistryně Evropy v pětiboji z roku 1994.
Její nejlepší osobní výsledek je 7007 bodů, dosaženo 10. a 11. června 1989 v Brjansku. Tento výsledek zůstal evropským rekordem, dokud Carolina Klüftová nedosáhla na mistrovství světa v atletice v roce 2007 7032 bodů . Larisa Turčinská získala stříbrnou medaili na hrách Goodwill v roce 1990, ale později byla diskvalifikována poté, co byla pozitivně testována na amfetaminy. Larisa Turčinská žije v současné době žije v Melbourne v Austrálii a stále přispívá ke sportovnímu koučování mnoha mladých australských sportovců.Její dcera Sarah se narodila v roce 2005.